# Teofil Wójtowicz
Teofil Wojtowicz (ur. 25 czerwca 1908, zm. 12 czerwca 1977 w Gdańsku) – polski leśnik, działacz ochrony przyrody, zaangażowany członek gdańskiego oddziału Ligi Ochrony Przyrody.
Po ukończeniu Państwowej Szkoły dla Leśniczych w Margoninie w 1930 roku rozpoczął pracę w Lasach Państwowych. W latach 1945-1950 pracowała w Nadleśnictwie Kościerzyna jako leśniczy, sekretarz i nadleśniczy oraz dyrektor Rejonów Lasów Państwowych w Lęborku. W latach 1950-1956 pełnił funkcję dyrektora Okręgowego Zarządu Lasów Państwowych w Gdańsku.
Po 1959 roku, ze względu na pogarszający się stan zdrowia, poświęcił się pracy społecznej na rzecz ochrony przyrody Pomorza w ramach gdańskiego oddz. LOP. Pełnił między innymi funkcje członka prezydium, skarbnika, kierownika biura Zarządu Wojewódzkiego LOP w Gdańsku oraz Wojewódzkiego Inspektora Straży Ochrony Przyrody w Gdańsku. Był również autorem scenariusza stałej wystawy przyrodniczej pt.: "Przyroda Skarbem Narodu" otwartej w 1967 roku w Muzeum w Kwidzynie.
Za zaangażowanie i zasługi uhonorowany odznaczeniami m.in.: Krzyżem Kawalerskim Orderu Odrodzenia Polski, Złotym Krzyżem Zasługi, odznaką "Zasłużony Ziemi Gdańskiej", "Złotą Odznaką Honorową LOP".
Jego grób znajduje się na cmentarzu Srebrzysko w Gdańsku.